# Cesareo (chitarrista)
Cesareo, pseudonimo di Davide Luca Civaschi (Milano, 22 gennaio 1962), è un chitarrista e compositore italiano, membro del gruppo Elio e le Storie Tese.

## Carriera
Strumentista di stimate capacità tecniche e compositive, ha militato in diversi gruppi emergenti milanesi, tra cui gli Urania, prima di diventare il chitarrista ufficiale degli Elio e le Storie Tese nel 1984.
Ha inoltre collaborato con diversi artisti, tra cui Daniele Silvestri, Massimo Riva, Stefano Nosei, Annalisa Minetti e i Perro Negro, e con personaggi dello spettacolo come Claudio Bisio. Ha scritto insieme a Massimo Riva il brano Dentro di me, presentato da Mara al Festival di Sanremo 1995 nella sezione "nuove proposte" ottenendo la finale.
Cesareo si distingue per uno stile sobrio ed efficace, nonché per la sua poliedricità, che ben si adatta alle caratteristiche del gruppo. 
Alla radio conduce, insieme a Linus e agli Elio e le Storie Tese, la trasmissione Cordialmente in onda su Radio Deejay.
Oltre ad essere chitarrista degli Elii, Cesareo suona anche con i Four Tiles e partecipa, insieme ad altri chitarristi come Max Cottafavi e Maurizio Solieri, alla Notte delle Chitarre, organizzato dal gruppo Custodie Cautelari.
È stato il primo chitarrista italiano ad avere un modello di chitarra costruita per lui dalla Ibanez, la RGTH57 Cesareo Model, la cui grafica è stata realizzata appositamente dal fratello (grafico di professione) in omaggio a Eddie Van Halen.
Oltre a Cesareo, nella sua carriera con gli Elii si è guadagnato i soprannomi Ciobarelli, Ciuaschi, Civas, Civa, Fitasgi, Personacchi, Cicatricee, solo per menzionarne qualcuno.

## Strumentazione 2012
- Ibanez RGTH57
- Ibanez Custom Made in Japan
- Engl Savage Special Edition 120W
- TC-Electronic G-major
- Pedaliera MIDI Ada Mc-1 Controller
- Ibanez Tube Screamer Ts9,Ts7,Ts5
- Ibanez CS9 Stereo Chorus
- Boss CS3 Compressor Sustainer
- Ibanez FL9 Flanger
- Ibanez Weeping Demon WD2 Wha Wha